# 드니 사수 응게소
드니 사수 응게소(콩고어: Deni Sasu Ngeso, 1943년 11월 23일~)는 콩고 공화국의 정치인으로, 1997년 10월 25일부터 현재까지 콩고 공화국의 대통령을 맡고 있다.
그는 이전에 1979년부터 1992년까지 대통령직을 수행한 적이 있으며, 처음 대통령을 올랐던 시기에 12년간 콩고 노동당 (PCT)의 일당 체제를 이끌었다. 1990년 다당 정치가 도입된 후, 1991년 국가 회의의 결과로 실권을 잃었고, 그 후에는 1992년에 열린 대통령 선거에서 파스칼 리수바에게 패했다. 그러나 5년 뒤인 1997년, 그의 군대가 1997년 내전에서 이기자 다시 대통령 직에 올랐으며, 2002년 대통령 선거에서 여당 소속으로 출마해 일방적인 득표율로 또 다시 대통령에 당선되었다.
2021년 10월 Denis Sassou N'Guesso는 "Pandora Papers" 스캔들에 언급되었다.국제 언론인 컨소시엄에 따르면 Denis Sassou N'Guesso가 집권한 직후인 1998년에 회사가 Inter African Investment는 카리브해의 조세 피난처인 영국령 버진 아일랜드에 등록된 것으로 알려졌다. Denis Sassou N'Guesso는 그것이 문서임을 일괄적으로 부인한다.

## 역대 선거 결과
| 선거명      | 직책명               | 대수 | 정당        | 득표율 | 득표수      | 결과 | 당락 |
| ----------- | -------------------- | ---- | ----------- | ------ | ----------- | ---- | ---- |
| 1989년 선거 | 콩고 공화국의 대통령 | 5대  | 콩고 노동당 | 100.0% | -표         | 1위  |      |
| 1992년 선거 | 콩고 공화국의 대통령 | 6대  | 콩고 노동당 | 16.75% | 131,346표   | 3위  | 낙선 |
| 2002년 선거 | 콩고 공화국의 대통령 | 7대  | 콩고 노동당 | 89.41% | 1,075,247표 | 1위  |      |
| 2009년 선거 | 콩고 공화국의 대통령 | 7대  | 콩고 노동당 | 78.61% | 1,055,117표 | 1위  |      |
| 2016년 선거 | 콩고 공화국의 대통령 | 7대  | 콩고 노동당 | 60.19% | 838,922표   | 1위  |      |
| 2021년 선거 | 콩고 공화국의 대통령 | 7대  | 콩고 노동당 | 88.40% | 1,539,725표 | 1위  |      |

## 같이 보기
- 콩고 공화국의 대통령